# 艾可慕
艾可慕（ICOM，東證1部：6820）、日本的無線電通信設備生產公司，總部設於大阪市大阪市平野区，並在全球設有駐點。艾可慕由井上徳造建立於1954年，原名「井上電機製作所」。艾可慕現生產設備涵蓋專業通信、航空通信、海上通信、業餘通信及數位通信系統等領域。
「ICOM」一商號是自井上德造之姓氏（Inoue）加上名詞通信（COMmunicaiton）組合而成，另外艾可慕又曾以「Inoue」、「I.E.W.」（Inoue Electric Works）及「I.C.E.」（Inoue Communication Electronics、井上通信電子）名義生產通信設備。

## 沿革
- 1954年 － 井上德造於京都府相樂郡山城町成立「井上電機製作所」
- 1964年 － 株式会社化
- 1970年 － 公司總部遷至大阪府大阪市平野区
- 1978年 － 社名更變為現名「ICOM」
- 1990年 － 大阪証券交易所二部掛牌
- 2001年 － 東京証券交易所、大阪証券交易所一部掛牌

## 日本本土事業所
| 本社           | － | 大阪府大阪市平野区加美南1-1-32                    |
| 解決方案事業部 | － | 東京都中央区日本橋濱町3-42-3 住友不動產濱町大樓9F |
| 北海道營業所   | － | 北海道札幌市白石区菊水6条2-2-7                    |
| 仙台營業所     | － | 宮城縣仙台市宮城野区東十番丁54-1                  |
| 東京營業所     | － | 東京都中央区日本橋濱町3-42-3 住友不動產濱町大樓8F |
| 名古屋營業所   | － | 愛知縣名古屋市天白区元八事3-249番地               |
| 大阪營業所     | － | 大阪府大阪市平野区加美鞍作1-6-19                  |
| 廣島營業所     | － | 廣島縣廣島市西区井口3-1-1 Grandir井口1F           |
| 四国營業所     | － | 香川縣高松市藤塚町3-19-43                         |
| 九州營業所     | － | 福岡縣福岡市南区大楠2-17-29                       |
| 平成山研究所   | － | 奈良縣奈良市左京6-5-7                             |

## 海外駐點
- 亞洲及大洋洲
  -  臺灣及亞洲 － Asia Icom Inc.
  -  中国大陆 － Shanghai Icom Ltd.
  -   － Icom (Australia) Pty. Ltd.
  -  新西兰 － Icom New Zealand

- 美洲
  -  美国 － Icom America Inc.
  -  加拿大 － ICOM CANADA HOLDINGS Inc.
  -  巴西 － ICOM DO BRASIL RADIOCOMUNICACAO LTDA.

- 歐洲
  -  德国及歐洲 － Icom (Europe) GmbH
  -  西班牙 － Icom Spain S.L.
  -  英国 － Icom (UK) Ltd.
  -  法國 － Icom France s.a.s.
  -  波蘭 － Icom Polska Sp. Z o.o.

## 通訊制式

### IDAS
IDAS  是愛可慕根據北美NXDN/歐洲dPMR通信協定所發展的數位無線電通信設備，專門用於商用陸上通訊及低階公眾安全通信系統。NXDN協定是由艾可慕及建伍（Kenwood）共同開發制定CAI的標準。

### D-STAR
D-STAR 是由日本業餘無線電聯盟建立的開放性數位通信標準，旨在為業餘無線電使用者提供更清晰的話音及數據通信，艾可慕在此系統基礎上開發了多種通信設備。

## 產品

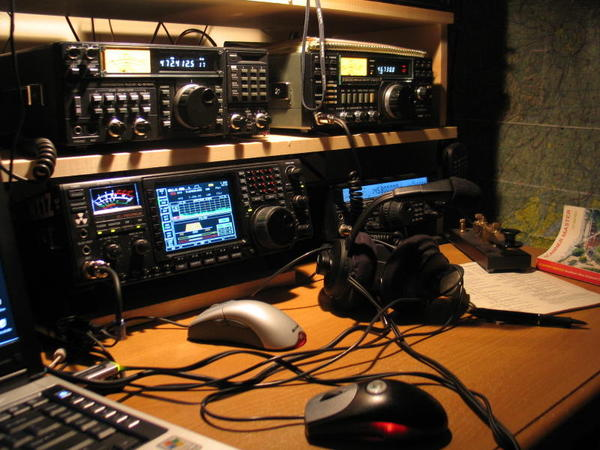
由三台艾可慕雙線無線電組成的業餘電台

艾可慕生產適用於海上、陸上、空中、業餘通信的雙向無線電對講機及接收器，某些艾可慕無線電產品能夠與摩托羅拉或SmarTrunk設備通用。

## 事件
2024年9月17日，在黎巴嫩發生了疑似由以色列情報組織“摩薩德”策劃並針對黎巴嫩真主黨的無線設備爆炸事件，並於9月18日再次發生第二波爆炸事件。據報導，第二波爆炸爆炸發生在首都贝鲁特、贝卡谷地和黎巴嫩南部地區，發生爆炸的設備包括由黎巴嫩真主黨武裝分子使用的日本艾可慕公司旗下已经于2014年停产的IC-V82對講機，以及部分指紋辨識器、無線電系統等設備，且以上設備的爆炸同時引發了火災，至少造成20人死亡，超過450人受傷。

## 外部連結
- 艾可慕日本及全球網站 （页面存档备份，存于）（日語）（英文）
- 上海艾可慕 （页面存档备份，存于）（简体中文）
- 亞洲艾可慕（繁體中文）
- 艾可慕所生產的業餘無線電設備列表（英文）